# Silvertone
Silvertone (deutsch wörtlich „Silberton“) war eine Handelsmarke des amerikanischen Unternehmens Sears für ihre unterhaltungselektronischen Erzeugnisse.

## Geschichte
Unter dem Label Silvertone wurden hauptsächlich Produkte der Unterhaltungselektronik, wie beispielsweise Plattenspieler, Rundfunkempfangsgeräte, Fernsehapparate und E-Gitarren (Elektrogitarren), vermarktet. Die Marke tauchte zum ersten Mal im Jahr 1915 in Zusammenhang mit dem im selben Jahr angebotenen Schallplattenspieler auf.
Die E-Gitarren wurden von Musikern wie Chet Atkins, Eric Clapton, Bob Dylan, Melissa Etheridge, John Fogerty, Jerry Garcia, Dave Grohl, George Harrison, Jimi Hendrix, James Hetfield, Joan Jett, Phil Keaggy, Mark Knopfler, Jimmy Page, Brad Paisley, Rudy Sarzo, Joe Walsh und Jack White verwendet.

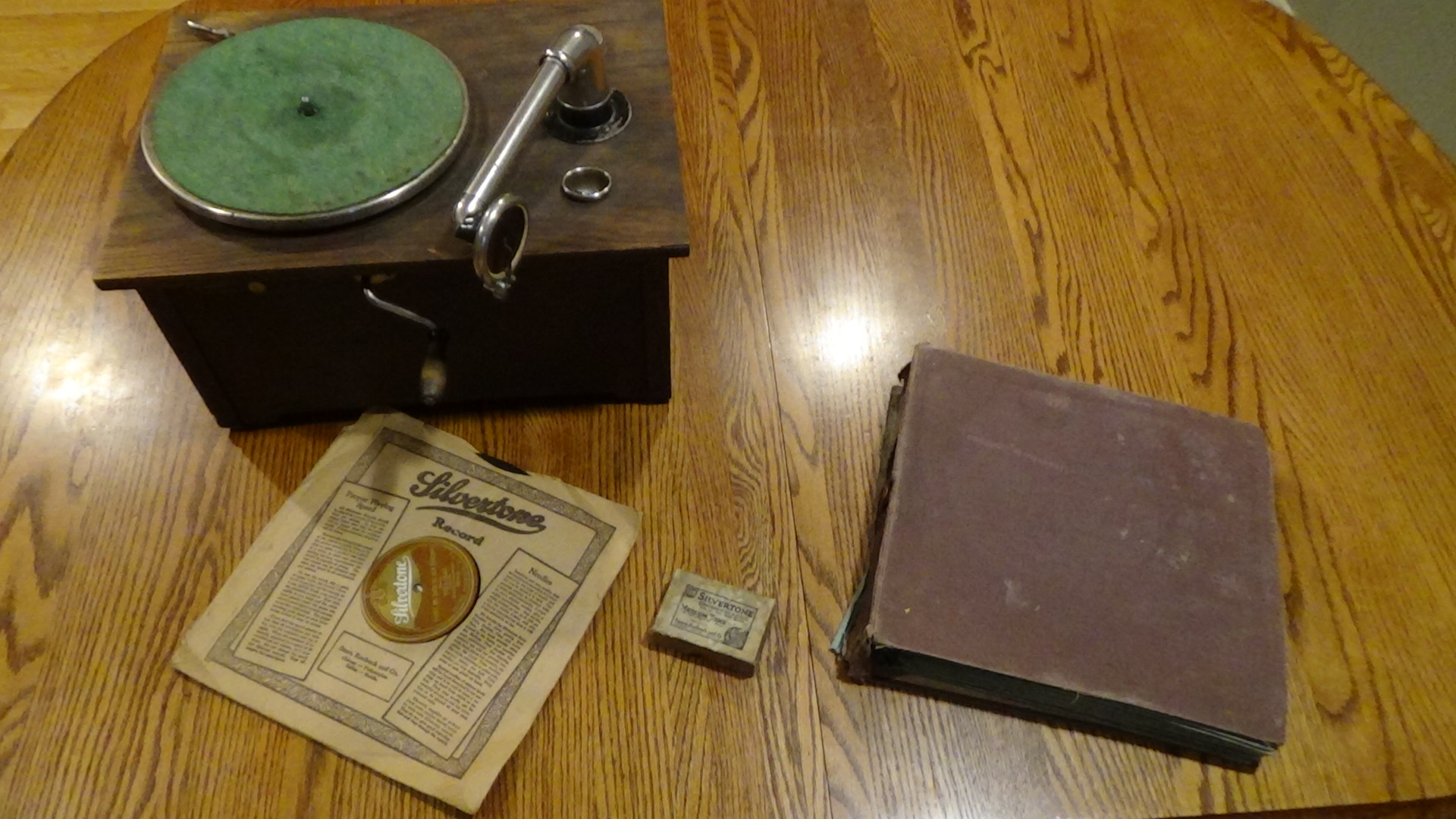
Plattenspieler von Silvertone (1915)
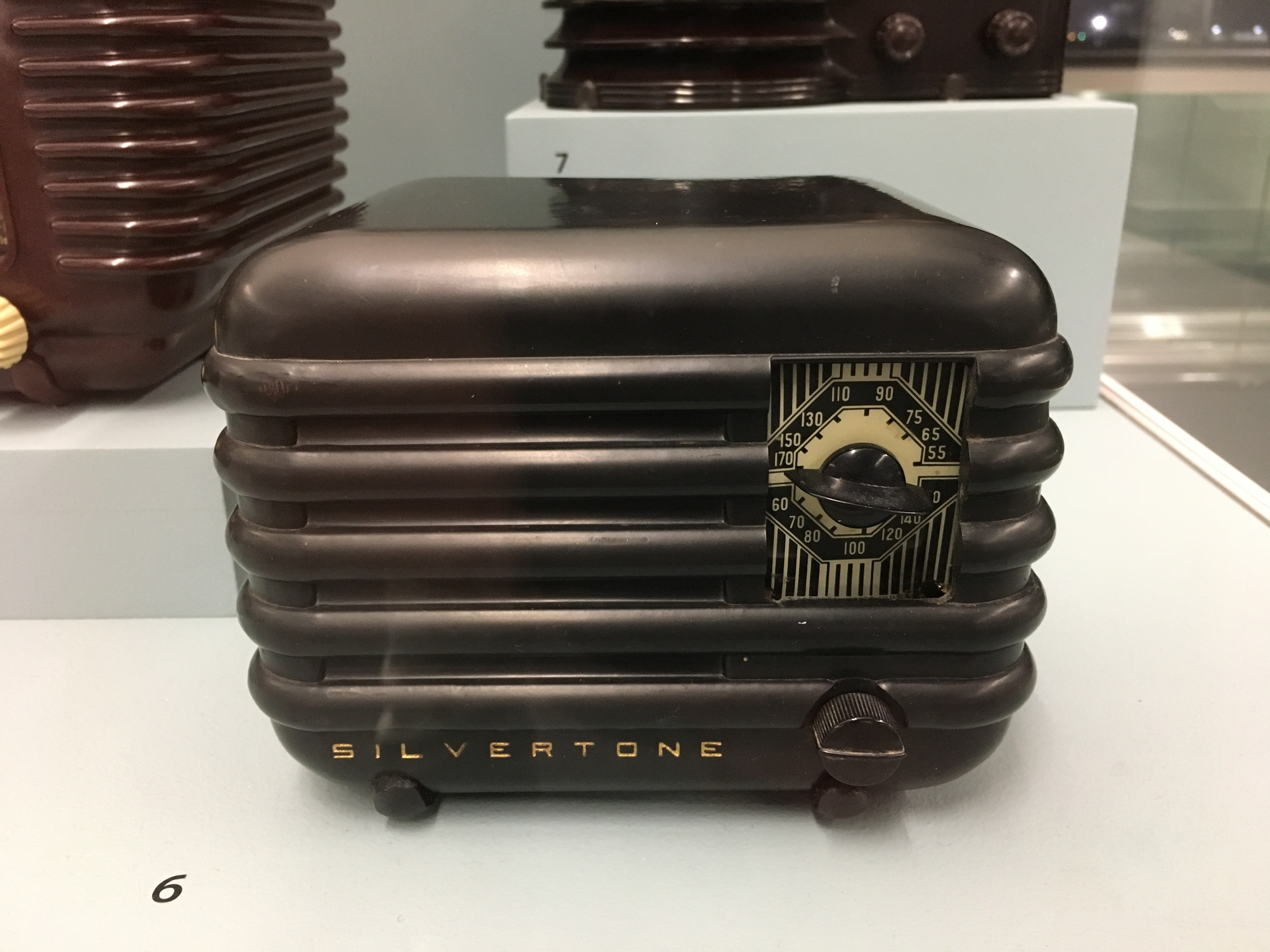
Rundfunkempfangsgerät (1937)
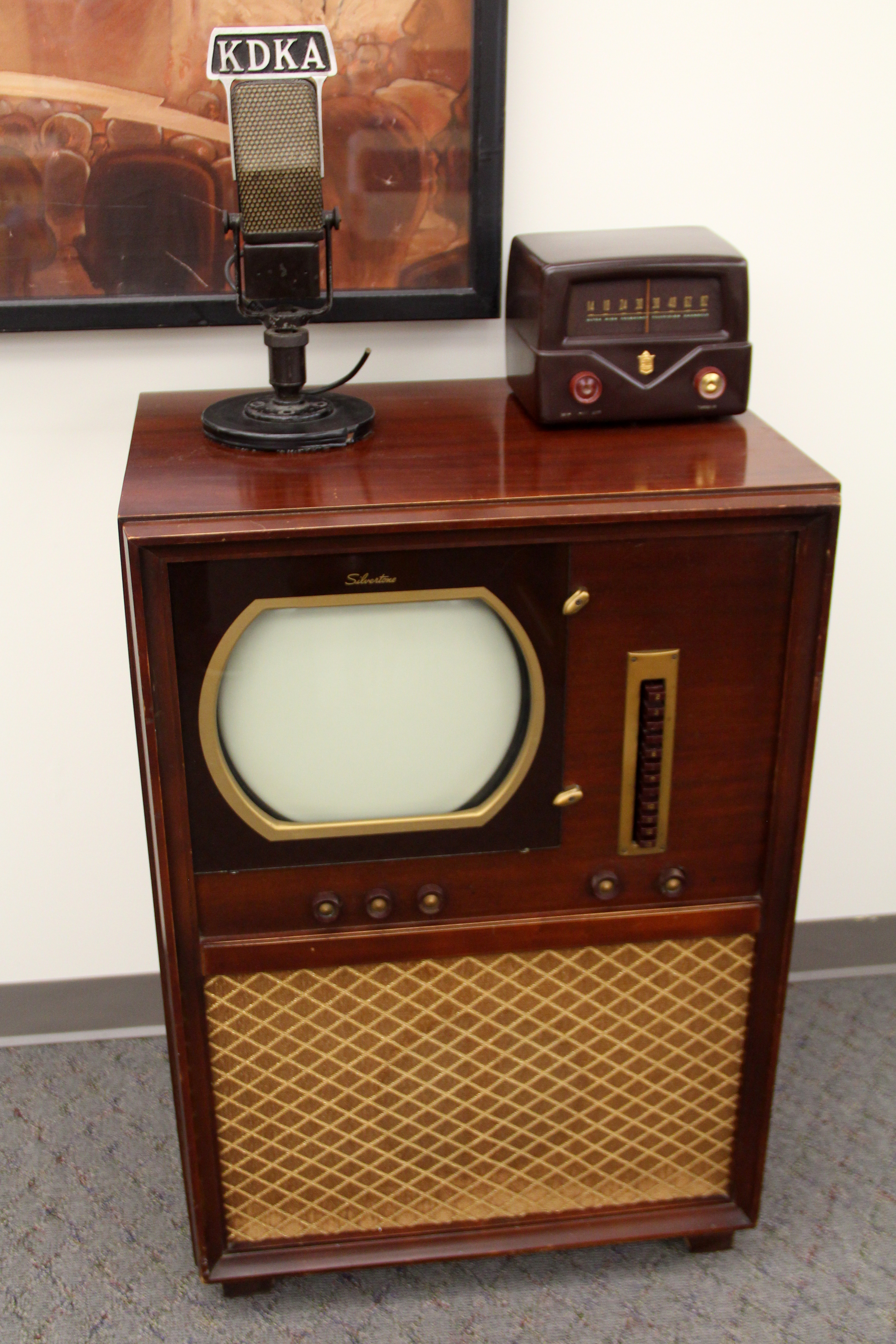
Fernsehapparat (1949)
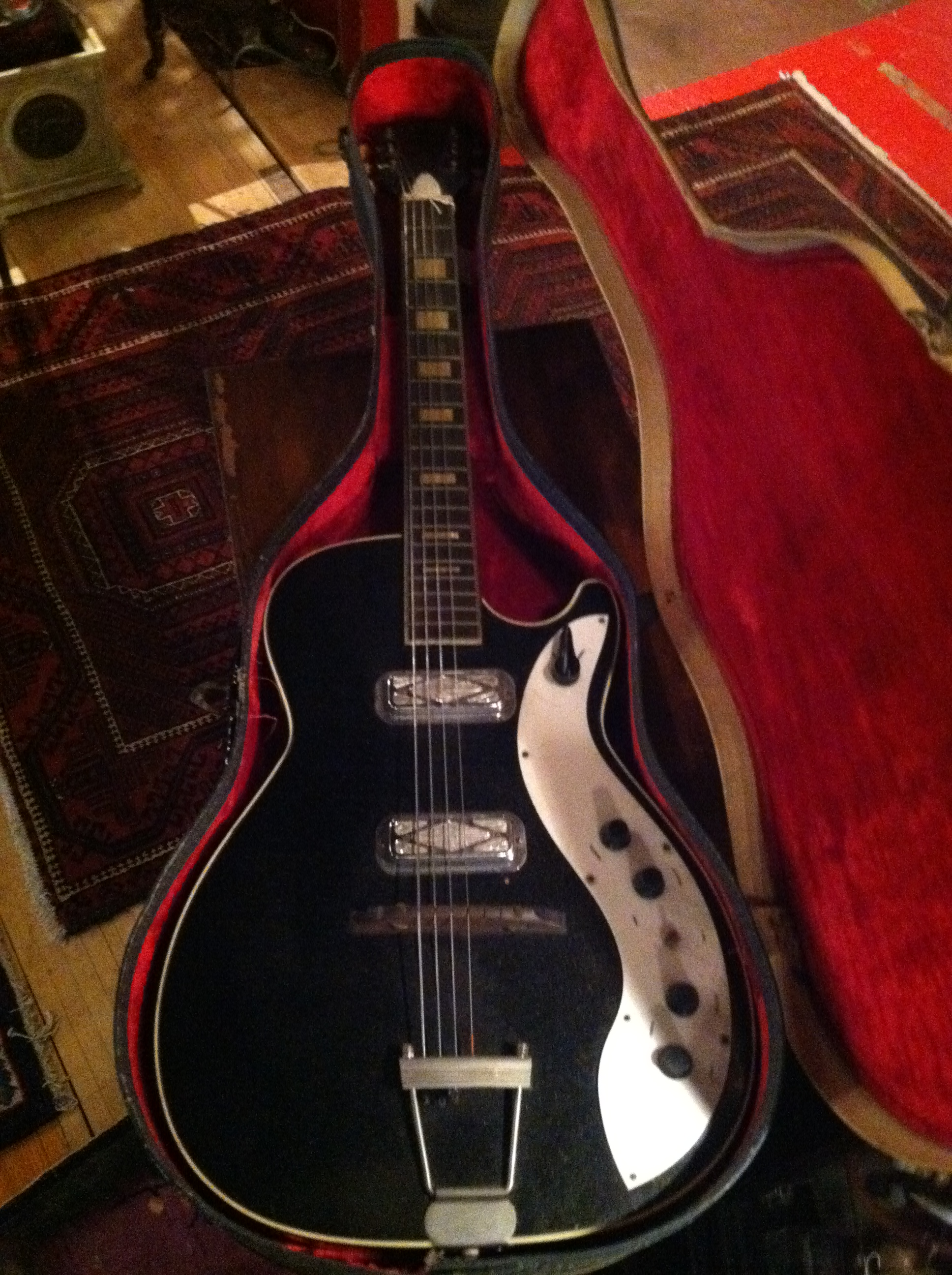
E-Gitarre (1962)